# Bamiléké

Bandera dels Bamileke

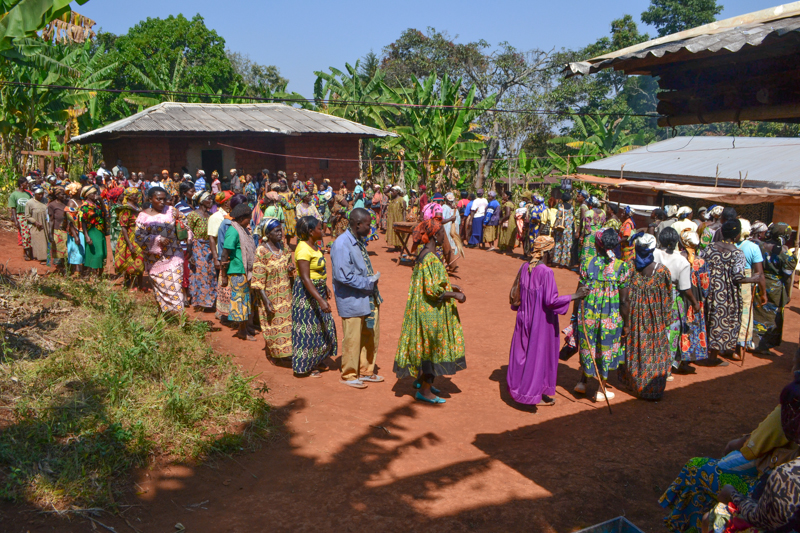
Bamiléké

Els bamiléké són un grapat de grups ètnics de parla semi-bantu (o Grassfields Bantu) molt concentrats als turons occidentals de la Província Oest de Camerun, a l'oest del riu Noun i sud-est de les muntanyes Bamboutos, així com la regió Mungo de les províncies Litoral, Sud-oest, i Centre. Tot això forma el País Bamileké, amb capital a Bafoussam.
Els bamiléké es divideixen en uns 100 grups, cadascun d'ells governats per un cap o fon. Nogensmenys, tots aquests grups són relacionats històricament, culturalment i lingüísticament. Potser eren 2,120,000 individus a finals del segle xx, i són el grup semi-bantu més nombrós. Parlen un grapat de llengües relacionades de la branca bantuoide de la família lingüística Níger-Congo. Aquestes llengües són molt relacionades, tanmateix, i algunes classificacions identifiquen un dialecte bamiléké amb 17 sotsdialectes.
Es dediquen principalment a l'agricultura (mill, blat de moro, cacauets) en petits camps encerclats. Treballen els metalls i coneixen els teixits i la fabricació de terrissa. Habiten en petits poblats d'altes cases quadrangulars de coberta piramidal. La família és patriarcal polígina, i són de religió musulmana.